# Siromaštvo
Siromaštvo je termin koji se najčešće koristi za nedostatak osnovnih uvjeta za život. 
Biti siromašan znači ne imati dovoljno novaca (ili nekih drugih sredstava) za priuštiti si 
osnovne ljudske potrebe kao što su hrana, piće, dom itd. Mnogo ljudi u raznim državama  
diljem svijeta živi u siromaštvu, osobito u nerazvijenim područjima Afrike, 
Latinske Amerike i Azije. Prema definiciji OUN-a, siromašnima se smatraju osobe koje su odreknute načina života, komfora i dostojanstva, koji se smatraju normalnim u društvu u kojem žive. Siromaštvo se mjeri stalno promjenljivim normama određenog društva i njegovih užih sredina. Po tim kriterijima, siromaštvo se dijeli na bijedu ili apsolutno siromaštvo, relativno siromaštvo, pauperizam i novo siromaštvo.
Mnogo je različitih oblika siromaštva. Svjetska banka kaže da je krajnje siromaštvo 
kada čovjek živi s manje od 1 dolarom na dan. 2001. godine 1.100,000.000 
ljudi na svijetu je bilo krajnje siromašno. Siromaštvo je jedan od glavnih problema suvremenog 
svijeta. U razvijenim zemljama (Europa, Sjeverna Amerika) takav oblik siromaštva uglavnom ne postoji. Siromaštvo je širok pojam koji najčešće znači oskudicu materijalnih dobara za normalno zadovoljenje najvažnijih potreba svake osobe pojedinačno kao i porodice ili društvene grupe. 
Ipak, događa se da su ljudi slabo plaćeni za posao koji rade te, unatoč zaposlenju, nemaju dovoljno sredstava za osigurati si osnovne uvjete za život. Najčešće veliki dio novca moraju odvojiti za kućne potrepštine (struja, voda itd.). Mnogo je čimbenika koji pokazuju na to koliko je neka zemlja siromašna ili razvijena. To su u prvom redu BDP (bruto domaći prozivod) i HDI (ljudski razvojni indeks). Razvijene zemlje (Norveška, Kanada) imaju visok HDI te BDP dok nerazvijene (Malavi, Etiopija) imaju vrlo niske pokazatelje.
UN su 17. listopada proglasili Svjetskim danom borbe protiv siromaštva.

## Poveznice
- Korupcija
- Beskućništvo
- Bolest
- Glad

## Napomena
Ovaj članak, ili jedan njegov dio, je izvorno preuzet iz knjige Ivana Vidanovića „Rečnik socijalnog rada“ uz odobrenje autora.